# Маркетинг на съдържанието
Mаркетингът чрез съдържание е твърде широк термин, който обхваща всички маркетингови формати, които включват създаването и споделянето на съдържание за да привлече, придобие и ангажира ясно определени настоящи и потенциални потребителски бази с цел да се предизвика потребителско действие, носещо печалба. Основната предпоставка на контент маркетинга е „да осигури ценна информация и развлечение- „съдържание“ което спира преди директната продажба или призив за действие, но което търси начини да повлияе положително на потребителя – тази информация може да бъде представена чрез различните медии, включващо текст, видео, Q&A, фотографии и др.

## Предимства на контент маркетинга
Популярността на маркетинга чрез съдържание непрекъснато нараства сред маркетьорите. Според едно проучване на Института за маркетинг чрез съдържание над 90% от маркетьорите на бизнеси, ориентирани към бизнеси (B2B), и 86% от тези на бизнеси, ориентирани към потребители (B2C), използват един или повече методи на маркетинга чрез съдържание, включвайки социалните медии, електронни бюлетини и статии на уебсайта на компанията. Като запечатва информация отнасяща се до търговската марка, често със съобщение „Доставено до вас от“, постига се убеждаване, защото опита на консуматора от медиите е положителен и той се свързва с положителен опит с марката. Другите форми на реклама, особено онлайн, могат да бъдат натрапчиви. Едно проучване показва, че 61 % от отговорилите посочват, че рекламите онлайн ги разсейват от това, което вършат, като прибавят и страха от спам и вируси или получават информация, която не ги ангажира.
Маркетингът чрез съдържание осигурява алтернатива на натрапчивата реклама като предлага съдържание, външно на ползващите брауз опита. Като се вплита съдържанието с обективността на марката ползвателите са ангажирани от и създават положителен опит свързан с марката, което създава по-голяма вероятност да извършат покупка. Друго предимство на контент маркетинга е, че поколението на третото хилядолетие /понастоящем състоящо се от 1.8 милиарда души/ имат очаквания от медиите, на които контент маркетингът отговаря по-добре от традиционната реклама. В едно проучване на Еделман, 8 от 10 родени в новото хилядолетие очакват марките да ги забавляват, докато 31% очакват марките да създават „онлайн съдържание, такива като видео, фотографии, игри, блогове“.